# Xavier Herbert
Xavier Herbert (Geraldton, 15 maggio 1901 – Alice Springs, 10 novembre 1984) è stato uno scrittore australiano.

## Biografia
Albert Francis Xavier Herbert nasce il 15 maggio 1901 a Geraldton, figlio illegittimo di Amy Victoria Scammell e registrato all'anagrafe come Alfred Jackson figlio di John Jackson (ma molto probabilmente la paternità è da attribuirsi a Benjamin Francis Herbert).
Interrotti gli studi di medicina all'Università di Melbourne per dedicarsi al giornalismo, comincia a viaggiare per l'Australia settentrionale e svolge svariati mestieri tra i quali il minatore, il marinaio, l'aviatore e il sommozzatore.
Trasferitosi a Sydney nel 1926, comincia a pubblicare i suoi primi racconti firmandosi Herbert Astor, lavora nei "Protector of Aborigines" a Darwin e nel 1930 si trasferisce in Inghilterra dove comincia a lavorare al suo primo romanzo intitolato in origine Black Velvet che viene però rifiutato dagli editori inglesi.
Tornato in Australia, nel 1938 riesce a pubblicare la sua prima opera con il titolo Capricornia. Tradotta in italiano 4 anni dopo con l'originaria intitolazione Velluto nero, rappresenta il massacro della popolazione aborigena per mano britannica schierandosi dalla parte dei conquistati e alternando uno stile comico-grottesco a uno più realista-drammatico.
In seguito dà alle stampe 3 raccolte di racconti, una biografia e altri 3 romanzi tra i quali va ricordato Poor Fellow My Country. Epopea del giovane aborigeno Prindy nel passaggio dall'adolescenza all'età adulta, il libro vince il Miles Franklin Award nel 1975 ed è ricordato come il romanzo australiano più lungo di sempre con le sue 850000 parole.
Muore il 10 novembre 1984 ad Alice Springs all'età di 83 anni.

## Opere

### Romanzi
- Velluto nero (Capricornia, 1938), Milano, Corbaccio, Scrittori di tutto il mondo N. 61, 1942 traduzione di Giuseppina Ripamonti Perego e Maria Zotti
- Seven Emus (1959)
- Soldiers' Women (1961)
- Poor Fellow My Country (1975)

### Raccolte di racconti
- Larger than Life (1963)
- South of Capricornia (1990)
- Xavier Herbert (1992)

### Memoir
- Disturbing Element (1963)

### Miscellanea
- Letters (2002)

## Premi e riconoscimenti
- Sesquicentenary Library Prize: 1938 vincitore con Velluto nero
- Australian Literature Society Gold Medal: 1939 vincitore con Velluto nero
- Miles Franklin Award: 1975 vincitore con Poor Fellow My Country